# Marie-Louise Dräger
Marie-Louise Dräger, née le 11 avril 1981 à Lübeck, est une rameuse allemande. 

## Palmarès

### Jeux olympiques
- Jeux olympiques d'été de 2008 à Pékin,  Chine
  - 4e en deux de couple poids légers

### Championnats du monde
- 2019 à Ottensheim (Autriche)
  -  médaille d'or en skiff poids légers
- 2010 à Hamilton (Nouvelle-Zélande)
  -  médaille d'or en skiff poids légers
  -  médaille d'or en quatre de couple poids légers
- 2007 à Munich (Allemagne)
  -  médaille d'or en deux de couple poids légers
- 2005 à Gifu (Japon)
  -  médaille d'or en deux de couple poids légers
- 2003 à Milan (Italie)
  -  médaille de bronze en deux de couple poids légers

### Championnats d'Europe d'aviron
- 2016 à Brandebourg-sur-la-Havel ( Allemagne)
  -  Médaille d'argent en deux de couple poids légers
- 2015 à Poznań ( Pologne)
  -  Médaille d'argent en deux de couple poids légers
- 2010 à Montemor-o-Velho (Portugal)
  -  Médaille d'or en skiff poids légers